# Nomada kincaidiana
Nomada kincaidiana är en biart som beskrevs av Cockerell 1903. Nomada kincaidiana ingår i släktet gökbin, och familjen långtungebin. Inga underarter finns listade i Catalogue of Life.